# Parque Hundido
El Parque Luis Gonzaga Urbina, coloquialmente llamado Parque Hundido, es un parque de la Ciudad de México, ubicado sobre la Avenida de los Insurgentes, en la alcaldía Benito Juárez, que honra al poeta mexicano Luis G. Urbina. El parque cuenta, entre otras cosas, con un reloj floral, que es el más grande de México, un museo al aire libre y una área de juegos infantiles. Tiene una extensión aproximada de 100 mil metros cuadrados.

## Historia
El terreno del parque alguna vez estuvo ocupado por la Compañía Ladrillera de la Nochebuena; cuando la empresa abandonó el lugar, se sembraron varias especies de árbol, y el lugar se conoció como el Bosque de la Nochebuena. En la década de 1930, tras haberse pavimentado y ampliado la Avenida de los Insurgentes, el gobierno decidió aprovechar el emplazamiento para crear un nuevo parque, por lo que se acondicionó con jardines y andadores.
En 1972, se colocaron varias reproducciones de piezas arqueológicas distribuidas en diversos lugares del parque; se hicieron seis rutas: el altiplano, las culturas zapoteca, maya, olmeca, totonaca y huasteca, con reproducciones artísticas de los pueblos prehispánicos; cada ruta se marcó con una línea de color distintivo sobre el suelo.
Cuenta con un Reloj Floral, creado por una prestigiosa casa relojera de Puebla y localizado al final de una amplia escalinata que también conduce a la plaza Dolores del Río, esta última denominada así en homenaje a una de las grandes divas de Hollywood y el cine mexicano.
En otra parte del parque se encuentra un audiorama con capacidad para 141 personas, rodeado de vegetación y apropiado para escuchar música clásica y poesía.
En la esquina de la Avenida de los Insurgentes y la calle Porfirio Díaz se encuentra una estatua de Vicente Guerrero, héroe de la Independencia de México. En esta esquina, desde los años setenta, se reúnen todos los domingos del año una gran cantidad de ciclistas para efectuar paseos en bicicleta.

## Galería

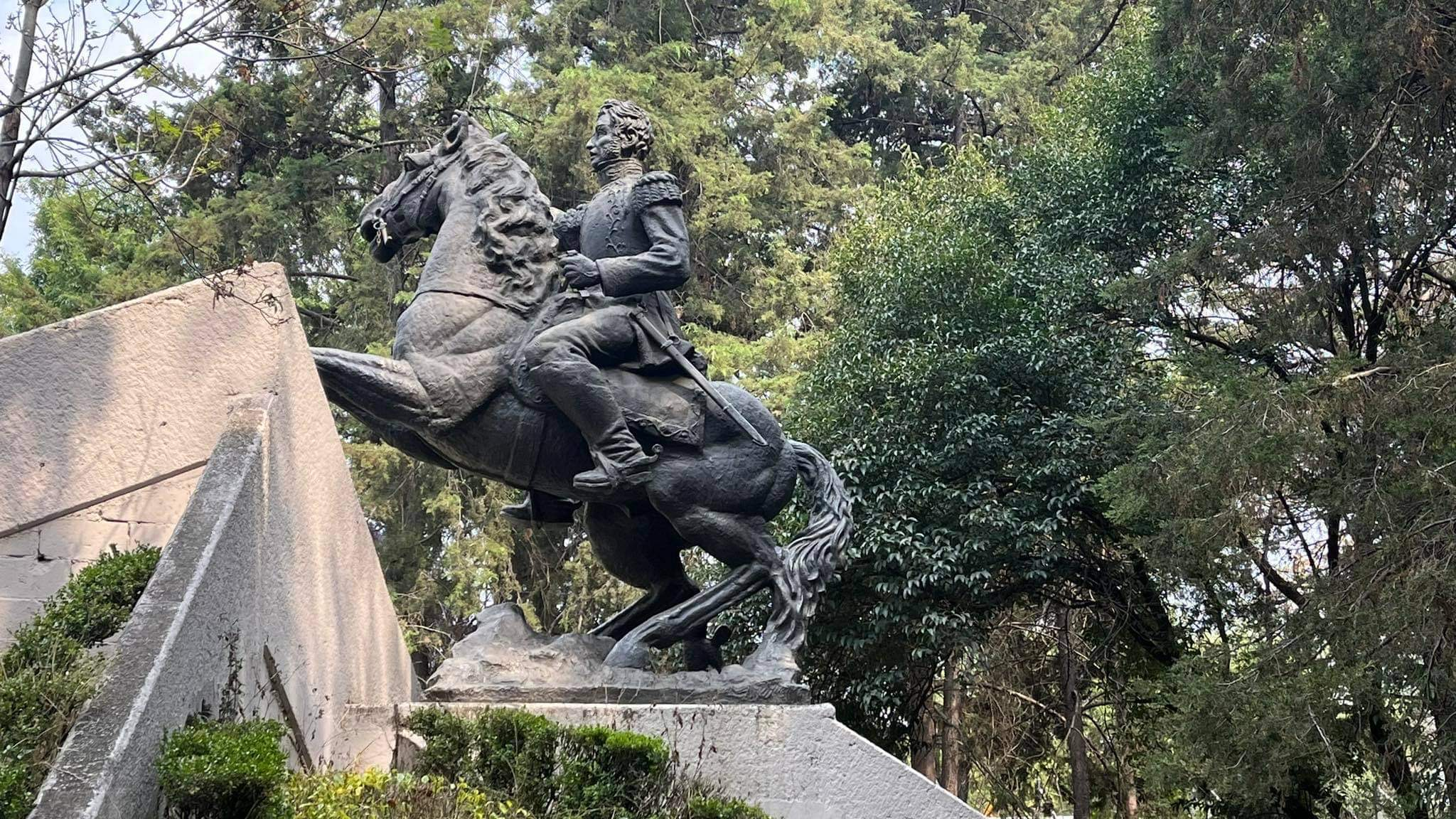
Escultura de Vicente Guerrero
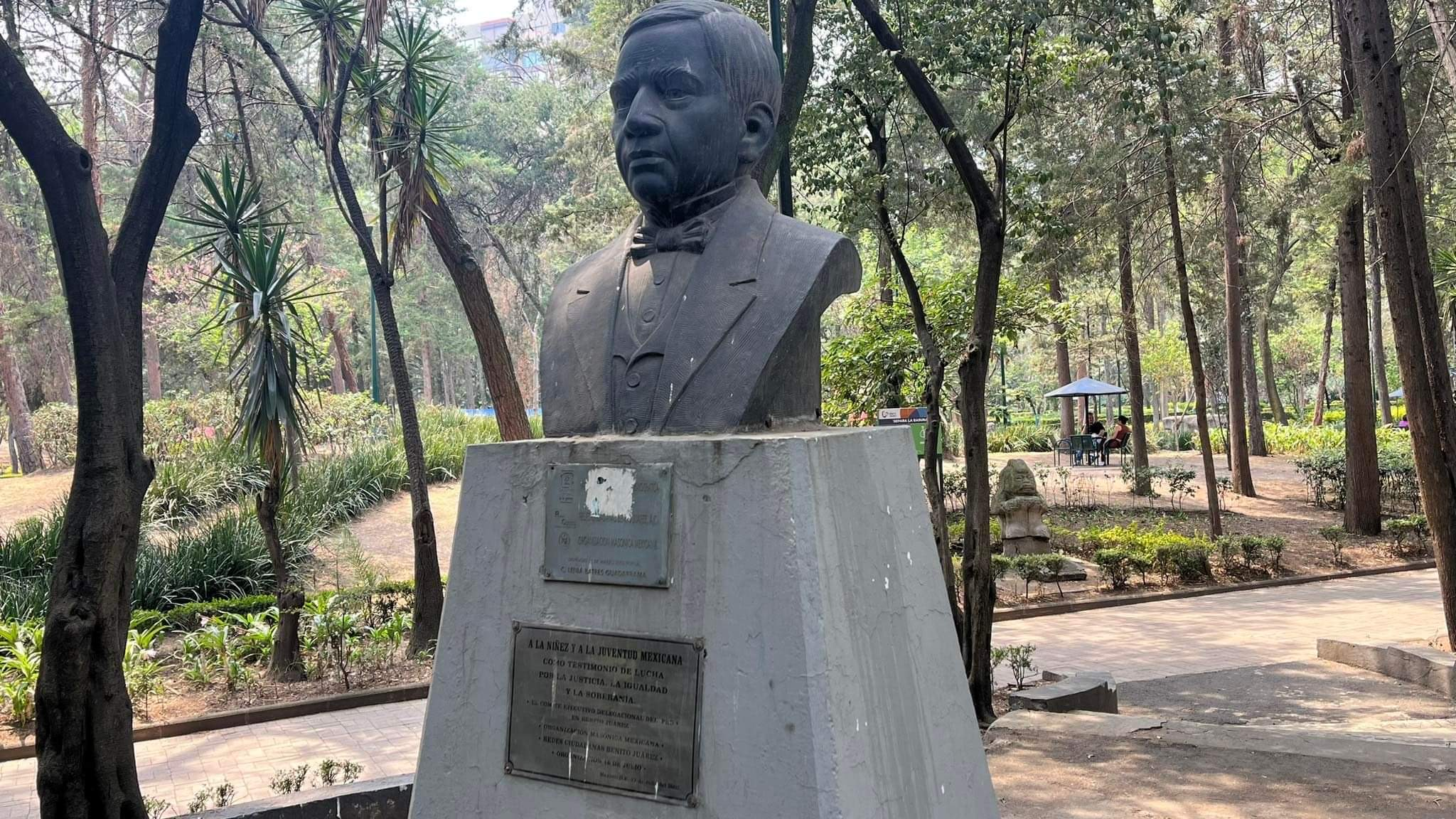
Busto de Benito Juárez
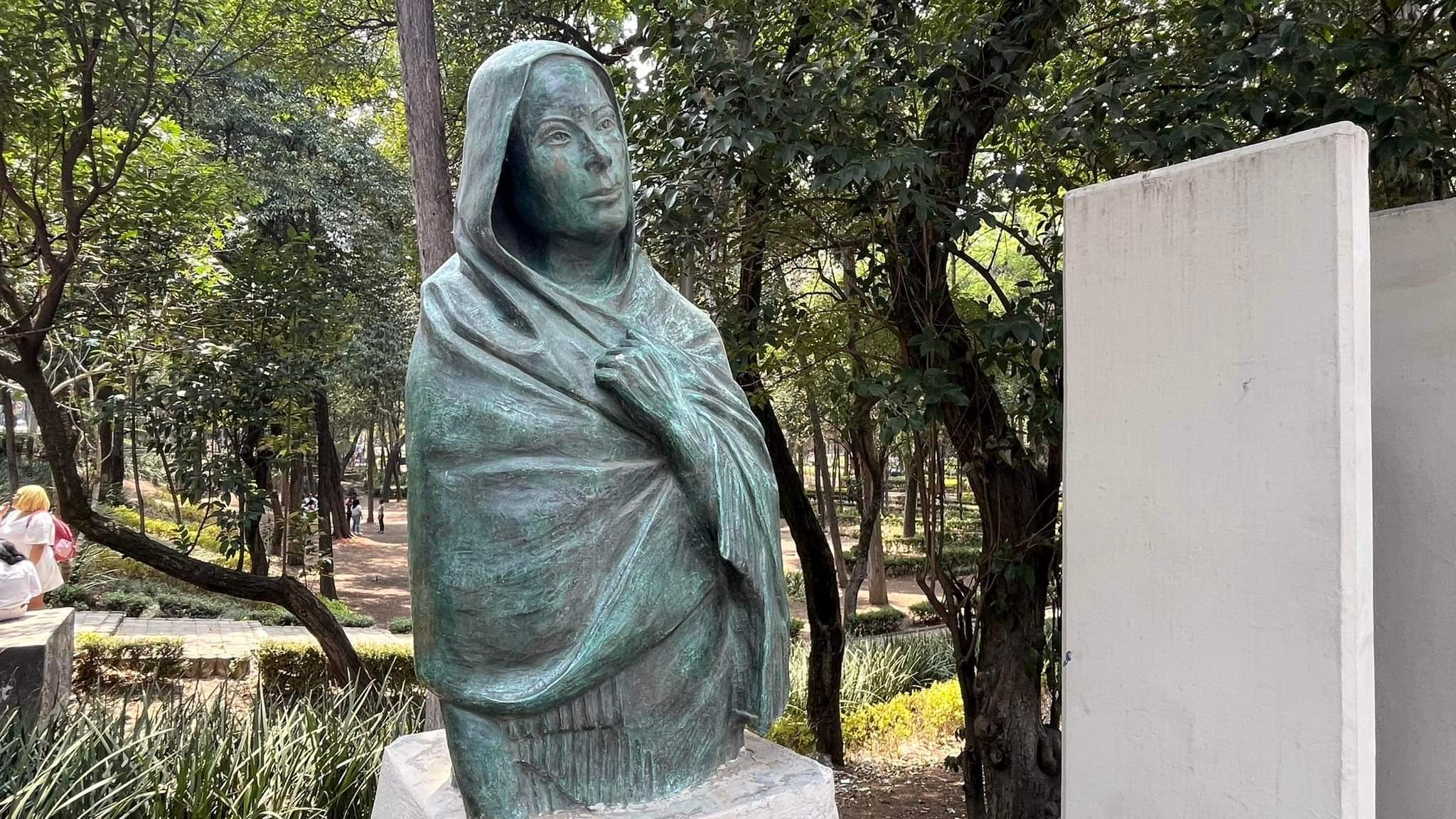
Busto de Dolores del Río
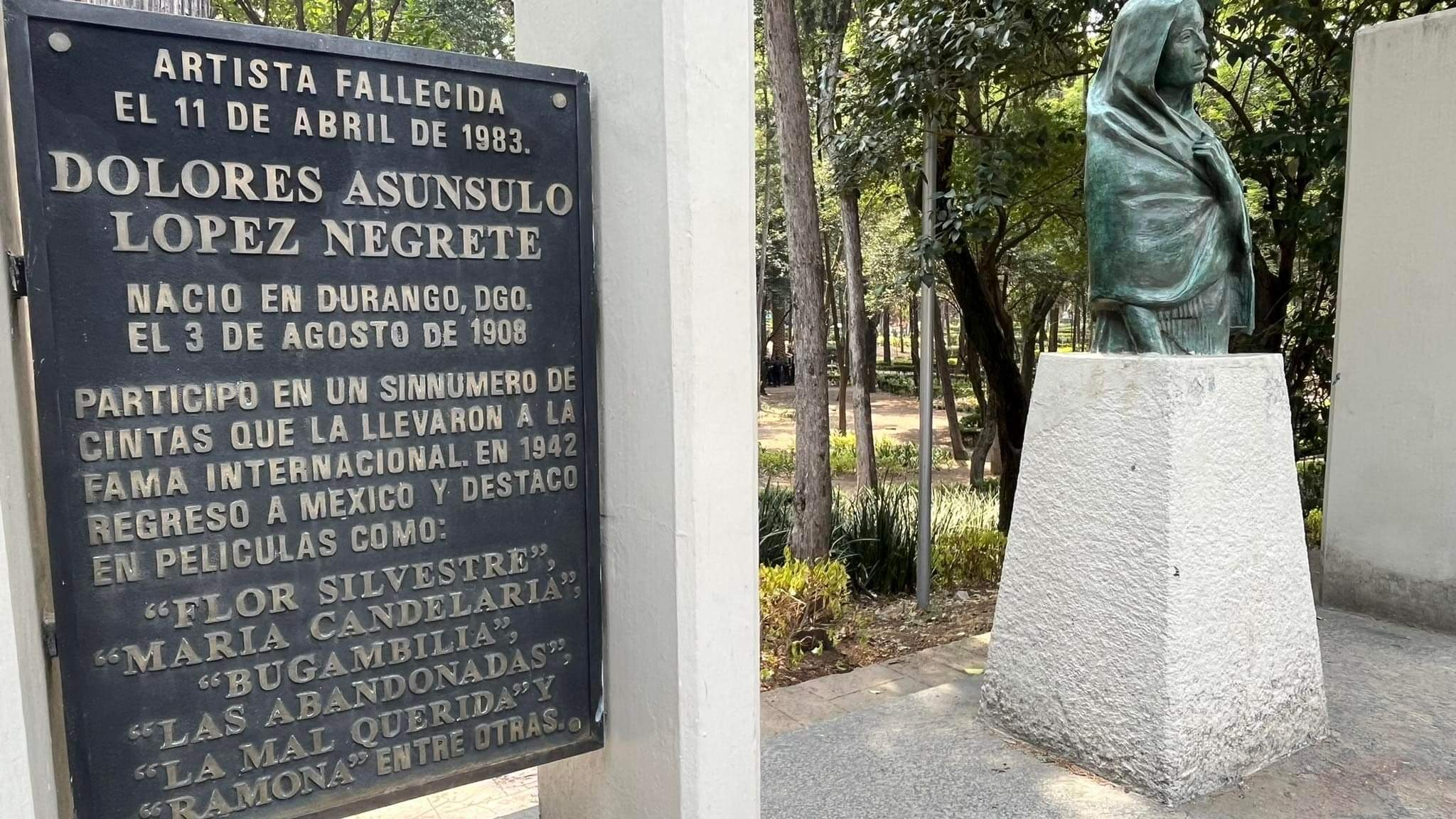
Plaza Dolores del Río
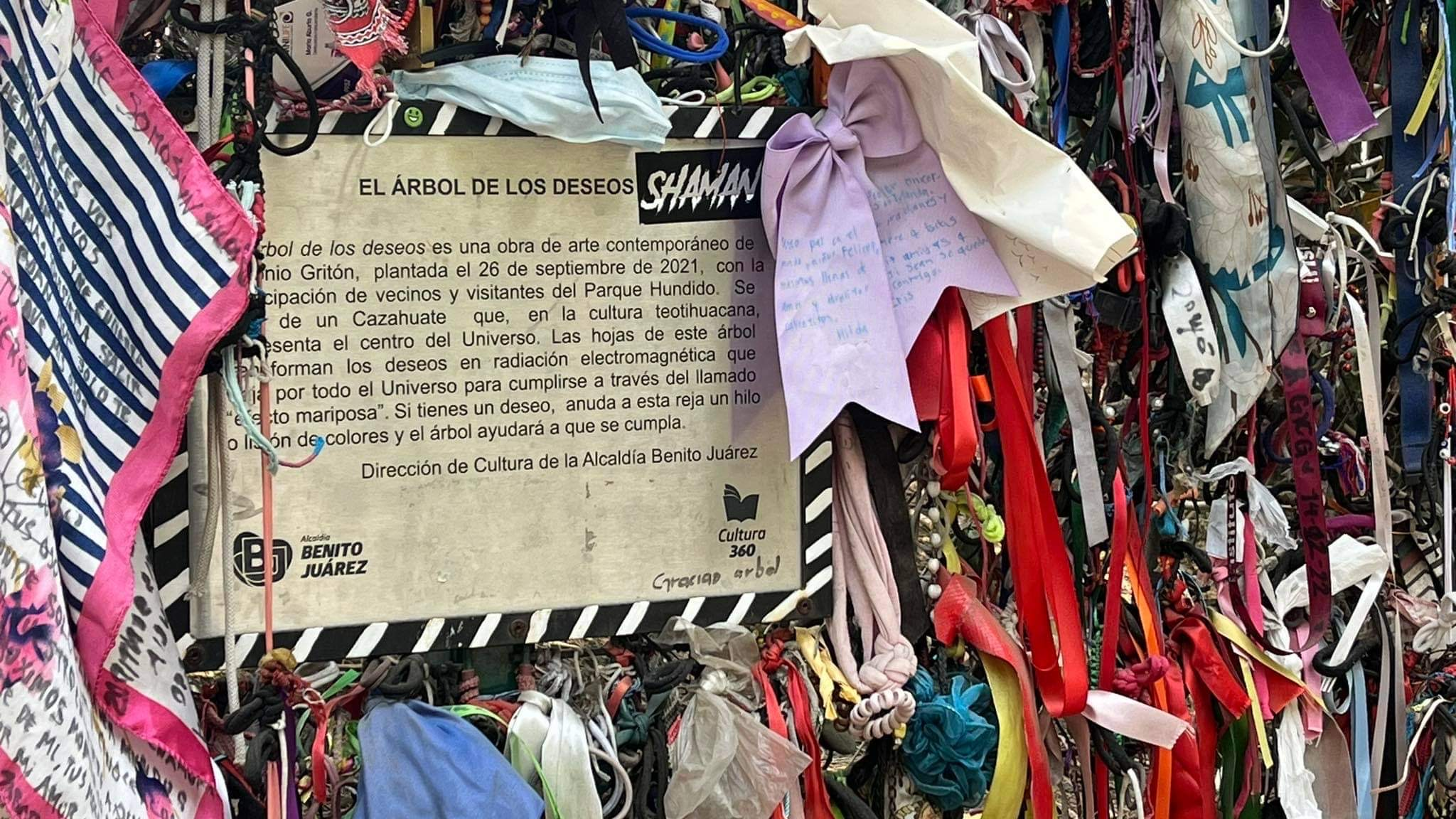
"El árbol de los deseos"
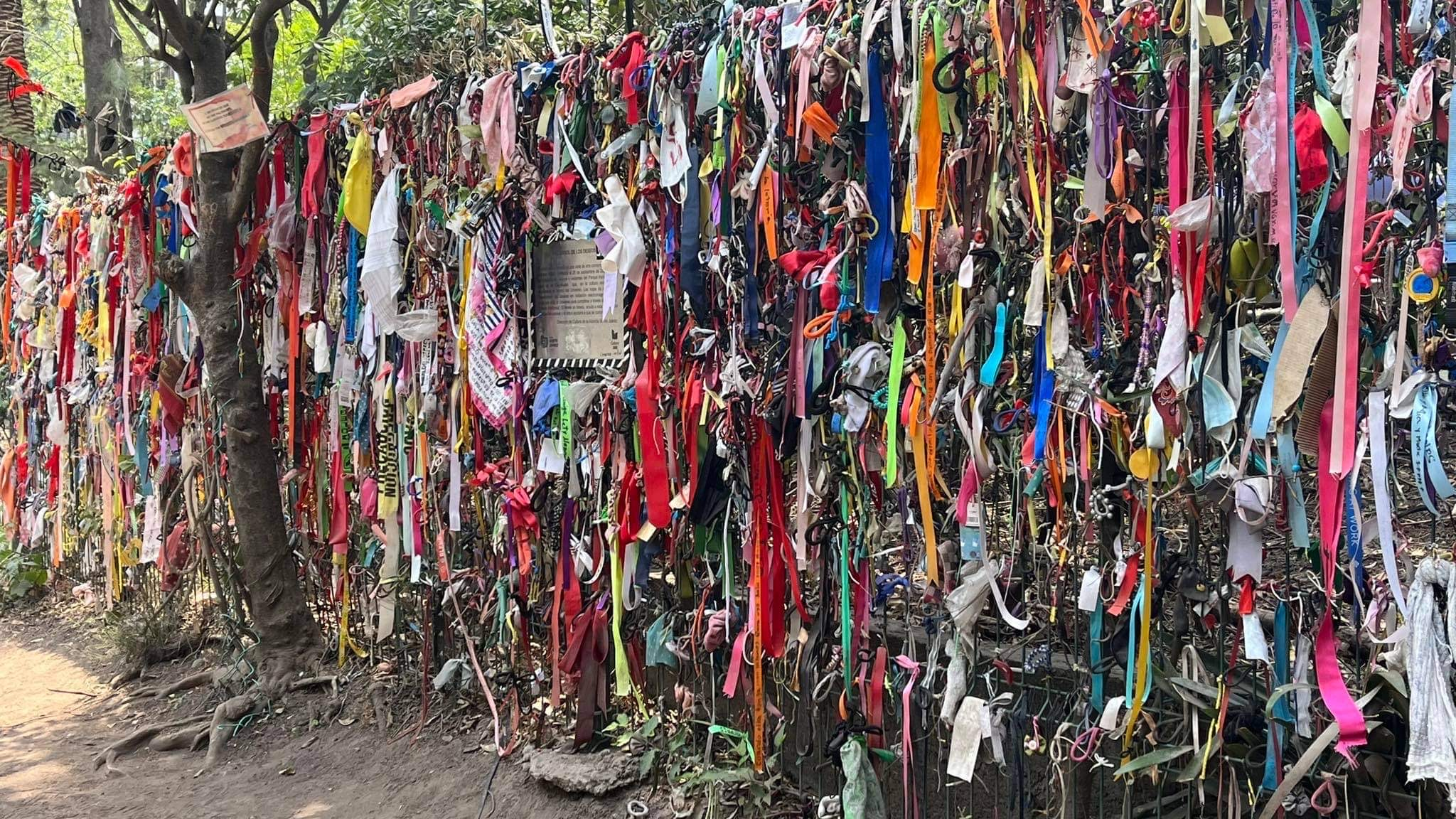
Detalle de "El árbol de los deseos"